# Louis Benjamin Hanna

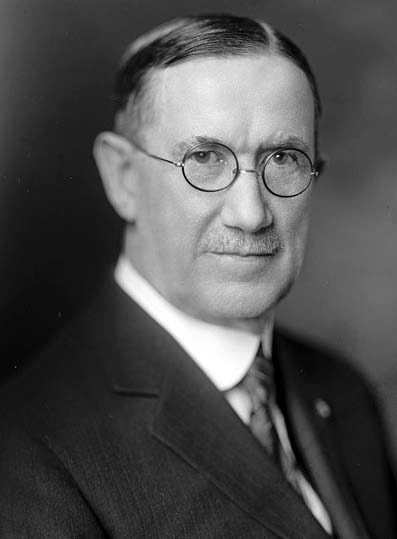
Louis Benjamin Hanna

Louis Benjamin Hanna (* 9. August 1861 in New Brighton, Beaver County, Pennsylvania; † 23. April 1948 in Fargo, North Dakota) war ein US-amerikanischer Politiker und von 1913 bis 1917 der elfte Gouverneur des Bundesstaates North Dakota.

## Frühe Jahre
Louis Hanna erhielt seine schulische Ausbildung in Massachusetts, Ohio und New York. Im Jahr 1881 kam er zusammen mit seinem Bruder Robert nach Hope im Dakota-Territorium. Dort begannen die Brüder eine Farm zu bewirtschaften. Schon ein Jahr später verkaufte Louis seinen Anteil und zog nach Page, wo er eine Karriere als Geschäftsmann begann. Dort gründete er auch die First National Bank of Page, deren Präsident er wurde. Im Jahr 1899 zog er nach Fargo, wo er Vizepräsident der First National Bank of Fargo wurde.

## Politische Laufbahn
Hanna war Mitglied der Republikanischen Partei. Zwischen 1895 und 1897 war er Abgeordneter im Repräsentantenhaus von North Dakota; zwischen 1897 und 1901 und nochmals von 1905 bis 1909 gehörte er dem Staatssenat an. Zwischen 1902 und 1908 war er Vorsitzender der Republikanischen Partei in North Dakota. Im Juni 1904 war er Delegierter zur Republican National Convention in Chicago, auf der Theodore Roosevelt als Präsidentschaftskandidat nominiert wurde. Zwischen 1909 und 1913 vertrat Louis Hanna seinen Staat im US-Repräsentantenhaus in Washington. Im Jahr 1912 wurde er mit 45:36 Prozent der Stimmen gegen den Demokraten F. O. Hellstrom zum neuen Gouverneur seines Staates gewählt.
Hanna trat sein neues Amt im Januar 1913 an. Nach einer erfolgreichen Wiederwahl konnte er bis 1917 amtieren. Besonderes Aufsehen erregte er im Juli 1914, als er mit einem Ausschuss Norwegen besuchte. Als Gastgeschenk wurde den Norwegern eine Statue von Abraham Lincoln überreicht. Umgekehrt schlug König Håkon VII. Hanna zum Ritter des Sankt-Olav-Ordens. Innenpolitisch wurde ein neues Erbschaftssteuergesetz erlassen und für die Lehrer wurde ein Rentengesetz verabschiedet.

## Weiterer Lebenslauf
Nach dem Ende seiner Amtszeit war Hanna während des Ersten Weltkrieges zwischen 1917 und 1918 als Hauptmann des Amerikanischen Roten Kreuzes in Frankreich eingesetzt. In den Jahren 1916 und 1926 bewarb er sich jeweils erfolglos um einen Sitz im US-Senat. Ansonsten kümmerte er sich wieder um seine geschäftlichen Angelegenheiten. Louis Hanna verstarb im Jahr 1948. Er war mit Lottie Thatcher verheiratet, mit der er vier Kinder hatte.